# Ceratophrys testudo
Ceratophrys testudo är en groddjursart som beskrevs av Andersson 1945. Ceratophrys testudo ingår i släktet Ceratophrys och familjen Ceratophryidae. IUCN kategoriserar arten globalt som otillräckligt studerad. Inga underarter finns listade i Catalogue of Life.